# CODA (empresa de software)
CODA plc es una empresa británica de ámbito internacional dedicada al software financiero. Fundada en 1979, fue adquirida en 2008 por UNIT4, multinacional holandesa que desarrolla y comercializa soluciones  ERP.  CODA crea, comercializa e implementa una amplia gama de soluciones de gestión empresarial diseñados específicamente para dar respuesta a las necesidades de los directores financieros y departamentos contables/financieros de las empresas.
Este software incluye:
- Soluciones de gestión financiera como software para contabilidad y gestión de compras:
- aplicaciones de análisis financiero: sistemas de reporting, consolidación, planificación y presupuestación;
- sistemas de control financiero: software de control y gestión de procesos para asegurar el cumplimiento de normativas como Sarbanes Oxley.

## Historia
CODA fue fundada en Leeds (Yorkshire, Gran Bretaña) en 1979 por Rodney Potts, y a principios de la década de los 90 trasladó su sede central a Harrogate. Actualmente cuenta con 600 empleados distribuidos en sus 14 delegaciones de todo el mundo. El año 2000 fue adquirida por la compañía de software y consultoría SciSys, lo que provocó que el cambio de nombre a CODASciSys plc en 2002. En 2006, CODASciSys anunció su separación en dos empresas: CODA (dedicada al software financiero) y SciSys (proveedor TIC del sector público y espacial).
En 2008, CODA pasó a formar parte del grupo UNIT4.

## Software
El software de CODA cuenta con las siguientes capacidades:
- Multidivisa
- Multiidioma
- Multipaís
- Multiempresa
- Multidelegación

Es usado por cerca de 2600 grandes y medianas empresas en más de 100 países, dentro de una amplia variedad de mercados y tanto en el sector público como privado.